# Jacques-André Hochart
Jacques-André Hochart (Paris, 29 de julho de 1948 — 30 de maio de 2014) foi um ciclista francês, que competiu como profissional entre 1973 e 1975. Ele terminou em último lugar no Tour de France 1973.